# Sint-Joriskerk (Sint-Joris-Weert)
De Sint-Joriskerk is een kerkgebouw in Sint-Joris-Weert in de Belgische gemeente Oud-Heverlee in de provincie Vlaams-Brabant. De kerk ligt aan de Leuvensestraat.
Het neoclassicistische gebouw bestaat uit een ingebouwde ongelede westtoren, een schip met vijf traveeën en een driezijdig gesloten koor bestaande uit één travee. De kerk heeft rondboogvensters en aan iedere zijde van de toren een rondboogvormig galmgat. De toren wordt gedekt door een ingesnoerde naaldspits met leien. Het portaal bevindt zich in de westgevel.
Het gebouw is aan het begin van de 19e eeuw opgetrokken. Misschien werd het koor herbouwd op een laatgotische sokkel.
De kerk is de parochiekerk van het dorp en gewijd aan Sint-Joris.